# Persia Monir
Persia Monir (Oklahoma City, Oklahoma; 27 de septiembre de 1958) es una ex actriz pornográfica y estríper estadounidense.

## Biografía
Persia Monir nació en la ciudad de Oklahoma City, de padre médico, originario de Irán, y de madre, de profesión maestra, angloamericana. A principios de los años 60, Monir se mudó con su familia hasta Memphis (Tennessee), donde desarrollaría su pasión por el baile y el arte. A los diecinueve años de edad, se casó con un baterista que conoció durante la actuación del musical Kiss Me Kate. Poco después salió de la industria del entretenimiento y se inscribió en la Escuela de enfermería, pasando, después de graduarse, a trabajar como enfermera durante 15 años en sociedad médica Critical Care.
En 1988, su matrimonio se sumió en una profunda crisis que acabó con el divorcio pedido por ella, dejando atrás diez años de relación. Tras su ruptura, se marchó a Florida, donde compaginó su trabajo de enfermera con otras actividades como el golf. No obstante, también fueron años de presiones fiscales, debido a las deudas y a ser madre soltera. Para obtener más ingresos empezó a buscar otros trabajos, entre ellos el de estríper.
Durante los siguientes años, desarrollaría contenido web como actriz de softcore, pasando en 2004, con 46 años, a aparecer en revistas especializadas y a rodar sus primeras escenas. Aunque no sería hasta 2007, a los 49 años, cuando protagonizaría su primera película, Share My Cock 9, producida por Dirty Angel Productions y coprotagonizada por Amy Reid, Britney Stevens, Claire Dames y Puma Swede.
Persia disfrutó de otro gran impulso a su carrera pornográfica a finales de 2009, cuando se la presentó en la película Mommy Blows Best 3, dirigida por Scott Hancock y coprotagonizada por Ginger Lynn, Francesca Le, Darryl Hanah y Hunter Bryce.
Se retiró en 2016, con algo más de 100 películas como actriz.